# Porfiado
Porfiado es el decimotercer álbum de estudio y decimoquinto cronológicamente de la banda de rock uruguaya El Cuarteto de Nos. Contiene doce canciones inéditas. Fue lanzado el 25 de abril de 2012 bajo el sello Warner Music. El primer sencillo del álbum fue «Cuando sea grande», cuyo video musical empezó a ser transmitido semanas antes del lanzamiento del disco. Para el prelanzamiento fueron editados mini-adelantos de las canciones «Buen día Benito», «No te invité a mi cumpleaños» y «El lado soleado de la calle», que recibieron miles de visitas en el canal oficial de YouTube de la banda, convirtiendo a Porfiado en uno de los discos más esperados de la banda, tanto por los fans como por los medios de difusión, debido al gran éxito de sus dos placas anteriores y con el antecedente de la filtración de casi la totalidad de su álbum anterior en el sitio web Taringa! semanas antes de ser publicado, mientras todavía la banda trabajaba en el mismo.
Según la prensa, Roberto Musso mencionó que es el álbum que cierra una trilogía empezada en Raro y seguida con Bipolar. Sin embargo, él ha desmentido esta afirmación en muchas ocasiones.

## Lírica y melodías
El álbum se caracteriza por contener una amplia variedad de estilos y géneros musicales, al punto de que la revista Rolling Stone no pudo definirlo como «un disco de género». Se destaca, sin embargo, la influencia general del hip hop en todo el disco. Roberto Musso estuvo a cargo de la composición de la mayoría de las canciones. Abre la obra «Algo mejor que hacer», con una base ska punk; le sigue «Cuando sea grande», hip hop con amplias líneas en su letra y un estribillo con un marcado efecto auto tune. «Buen día Benito» cuenta la historia de un hombre obsesionado con un excompañero del jardín de infantes y de toda la vida; un flow de rap se combina con un coro amplificado de fondo, y cuya letra menciona desde las obras de Tolstoi hasta la revista Playboy.
«Enamorado tuyo», compuesta y cantada por Santiago Tavella, es una cumbia que resalta en comparación con el resto de las canciones por su estilo bailable a pesar de ser melancólica. «Sólo estoy sobreviviendo» mezcla letras de tango con frases icónicas del cine.

## Lanzamiento oficial
El lanzamiento oficial de Porfiado había sido anunciado para el 14 de abril de 2012, pero fue postergado y salió a la venta once días después, el 25 de abril, de la mano de Warner Music, en Argentina, Chile y Uruguay. Este disco contiene doce canciones inéditas, diez de ellas compuestas por Roberto Musso, vocalista y principal compositor, y dos por el bajista Santiago Tavella. Es el primer disco de la banda grabado en estudio con sus dos nuevos integrantes que se sumaron tras la partida del exguitarrista de la banda Riki Musso, Gustavo "Topo" Antuña (ex Buenos Muchachos) y Santiago Marrero. El disco, al igual que sus antecesores, cuenta con la producción del productor uruguayo Juan Campodónico y fue masterizado en Los Ángeles por el ingeniero Tom Baker.

## En prensa y medios

### Premios
El Cuarteto de Nos ya había recibido nominaciones en los premios  Grammy Latinos por los álbumes Raro y Bipolar y por las canciones Yendo a la casa de Damián y El hijo de Hernández, pero no fue hasta 2012, cuando Porfiado y la canción «Cuando sea grande» le proporcionan a la banda uruguaya dos premios Grammy, otorgados en la XIII edición de estos premios, en una ceremonia celebrada en Las Vegas, Estados Unidos. Estos son los primeros trofeos de esta categoría acreditados para el rock de Uruguay.
| Año  | Premios                     | Trabajo nominado    | Categoría             | Resultado | Ref.        |
| ---- | --------------------------- | ------------------- | --------------------- | --------- | ----------- |
| 2012 | Grammy Latinos Edición XIII | Porfiado            | Mejor álbum pop/rock  | Ganador   | [ 3 ] [ 4 ] |
| 2012 | Grammy Latinos Edición XIII | «Cuando sea grande» | Mejor canción de rock | Ganador   | [ 3 ] [ 4 ] |

## Recepción

### Críticas
La revista Rolling Stone en su edición argentina tuvo una mirada general positiva de Porfiado y le asignó una calificación de cuatro estrellas sobre un total de cinco. Sobre su estilo, habla de la personalidad «camaleónica» de la banda, en alusión a los diferentes géneros musicales incluidos en el álbum, aunque también afirma que el sonido de ésta se ha «endurecido y homogeneizado». Elogia también la originalidad y complejidad de la lírica y las rimas.

## Lista de canciones
| N.º   | Título                         | Escritor(es)     | Duración |  |
| 1.    | «Algo mejor que hacer»         | Roberto Musso    | 3:21     |  |
| 2.    | «Cuando sea grande»            | Roberto Musso    | 4:10     |  |
| 3.    | «Sólo estoy sobreviviendo»     | Roberto Musso    | 4:27     |  |
| 4.    | «Buen día Benito»              | Roberto Musso    | 3:50     |  |
| 5.    | «El lado soleado de la calle»  | Roberto Musso    | 4:10     |  |
| 6.    | «Lo malo de ser bueno»         | Roberto Musso    | 4:01     |  |
| 7.    | «Enamorado tuyo»               | Santiago Tavella | 4:20     |  |
| 8.    | «El balcón de Paul»            | Roberto Musso    | 3:54     |  |
| 9.    | «Vida ingrata»                 | Roberto Musso    | 3:58     |  |
| 10.   | «No te invité a mi cumpleaños» | Santiago Tavella | 4:13     |  |
| 11.   | «Insaciable»                   | Roberto Musso    | 3:51     |  |
| 12.   | «Todos pasan por mi rancho»    | Roberto Musso    | 5:09     |  |
| 49:21 |                                |                  |          |  |

Notas:
- El compositor es la voz principal de cada canción.
- En la edición de CD, «El balcón de Paul» se ubica en la pista 3, y «Sólo estoy sobreviviendo» se ubica en la pista 8.

## Personal
- Roberto Musso, voz y segunda guitarra.
- Gustavo "Topo" Antuña, guitarra principal y coros.
- Santiago Tavella, bajo eléctrico, voz y coros.
- Santiago Marrero, teclados y coros.
- Álvaro "Alvin" Pintos, batería y coros.

- Juan Campodonico: Producción y guitarra

## Posicionamiento en listas

### Semanales
| País      | Lista                   | Mejor posición |
| --------- | ----------------------- | -------------- |
| Argentina | Argentian Top 10 Albums | 8              |